# Meotipa
Genre
Meotipa est un genre d'araignées aranéomorphes de la famille des Theridiidae.

## Distribution
Les espèces de ce genre se rencontrent en Asie du Sud-Est, en Asie du Sud et en Asie de l'Est sauf Meotipa pulcherrima qui est pantropicale par introduction.

## Liste des espèces
Selon World Spider Catalog (version 26, 20/02/2025) :
- Meotipa andamanensis (Tikader, 1977)
- Meotipa argyrodiformis (Yaginuma, 1952)
- Meotipa bituberculata Deeleman-Reinhold, 2009
- Meotipa capacifaba Li, Liu, Xu & Yin, 2020
- Meotipa impatiens Deeleman-Reinhold, 2009
- Meotipa kudawaensis Benjamin & Tharmarajan, 2024
- Meotipa lingulata Liang, Yin & Xu, 2024
- Meotipa luoqiae Lin & Li, 2021
- Meotipa makiling (Barrion-Dupo & Barrion, 2015)
- Meotipa menglun Lin & Li, 2021
- Meotipa multuma Murthappa, Malamel, Prajapati, Sebastian & Venkateshwarlu, 2017
- Meotipa pallida Deeleman-Reinhold, 2009
- Meotipa picturata Simon, 1895
- Meotipa pseudomultuma Liang, Yin & Xu, 2024
- Meotipa pseudopicturata Deng, Agnarsson, Chen & Liu, 2022
- Meotipa pulcherrima (Mello-Leitão, 1917)
- Meotipa rufopicta (Thorell, 1895)
- Meotipa sahyadri Kulkarni, Vartak, Deshpande & Halali, 2017
- Meotipa spiniventris (O. Pickard-Cambridge, 1869)
- Meotipa striata Deng, Agnarsson, Chen & Liu, 2022
- Meotipa sujii Benjamin & Tharmarajan, 2024
- Meotipa thalerorum Deeleman-Reinhold, 2009
- Meotipa tortuosa Liang, Yin & Xu, 2024
- Meotipa ultapani Basumatary & Brahma, 2019
- Meotipa vesiculosa Simon, 1895
- Meotipa wuzhishanensis Benjamin, 2024
- Meotipa zhengguoi Lin & Li, 2021

## Systématique et taxinomie
Ce genre a été décrit par Simon en 1895 dans les Theridiidae. Il est placé en synonymie avec Chrysso par Levi et Levi en 1962. Il est relevé de synonymie par Deeleman-Reinhold en 2009.

## Publication originale
- Simon, 1895 : « Études arachnologiques. 26e. XLI. Descriptions d'espèces et de genres nouveaux de l'ordre des Araneae. » Annales de la Société Entomologique de France, vol. 64, p. 131-160 (texte intégral).